# Comuna Hodorivți, Camenița
Hodorivți (în ucraineană Ходорівці) este o comună în raionul Camenița, regiunea Hmelnîțkîi, Ucraina, formată din satele Hodorivți (reședința), Kneahînîn și Ostrivceanî.

## Demografie
Componența lingvistică a comunei Hodorivți
     Ucraineană (98,74%)
     Alte limbi (1,16%)
Conform recensământului din 2001, majoritatea populației comunei Hodorivți era vorbitoare de ucraineană (98,74%), existând în minoritate și vorbitori de alte limbi.